# IATA空港コードの一覧/A
IATA空港コードの一覧: A - B - C - D - E - F - G - H - I - J - K - L - M - N - O - P - Q - R - S - T - U - V - W - X - Y - Z

## A
この一覧では次のような形式で羅列する。
- IATAコード（ICAOコード）– 空港名 – 空港の所在地

### AA
- AAA (NTGA) – アナー空港 – アナー（英語版）、トゥアモトゥ諸島、フランス領ポリネシア
- AAB (YARY) – Arrabury 空港 – クィーンズランド州Arrabury、オーストラリア連邦
- AAC (HEAR) – エル＝アリーシュ国際空港（英語版） – アリーシュ、エジプト・アラブ共和国
- AAD – Ad-Dabbah 空港 – Ad-Dabbah、スーダン共和国
- AAE (DABB) – Rabah Bitat 空港（Les Salines 空港）– アンナバ、アルジェリア民主人民共和国
- AAF (KAAF) – アパラチコーラ市営空港 – フロリダ州アパラチコーラ、アメリカ合衆国
- AAG (SSYA) – Arapoti 空港 – パラナ州Arapoti、ブラジル連邦共和国
- AAH (EDKA) – Merzbruck 空港 – アーヘン、ドイツ連邦共和国
- AAI – Arraias 空港 – トカンチンス州Arraias、ブラジル連邦共和国
- AAJ – Cayana Airstrip – Awaradam、スリナム共和国
- AAK (NGUK) – Aranuka 空港 – Aranuka、キリバス共和国
- AAL (EKYT) – オールボー空港 – オールボー、デンマーク王国
- AAM (FAMD) – Mala Mala 空港 – Mala Mala、南アフリカ共和国
- AAN (OMAL) – アルアイン国際空港 – アルアイン、アラブ首長国連邦
- AAO (SVAN) – Anaco 空港 – Anaco、ベネズエラ・ボリバル共和国
- AAP – Andrau Airpark – テキサス州Alief、アメリカ合衆国
- AAQ (URKA) – アナパ国際空港 – アナパ、ロシア連邦
- AAR (EKAH) – オーフス空港 – オーフス、デンマーク王国
- AAS – Apalapsili 空港 – Apalapsili、インドネシア共和国
- AAT (ZWAT) – アルタイ空港 – アルタイ市、中華人民共和国
- AAU (NSAU) – Asau 空港 – Asau、サモア独立国
- AAV (RPMA) – アッラー・バレー空港 – ミンダナオ島Allah Valley、フィリピン共和国
- AAW – Abbottabad 空港 – アボッターバード、パキスタン・イスラム共和国
- AAX (SBAX) – Araxa 空港（Aeroporto Araxa） – ミナスジェライス州Araxa、ブラジル連邦共和国
- AAY (OYGD) – アル・ガイダ空港 – アル＝ガイダ、イエメン共和国
- AAZ (OEAZ) – King Abdul-Aziz 海軍基地 – ジュバイル、サウジアラビア王国
- AAZ – ケツァルテナンゴ空港（英語版） – ケツァルテナンゴ、グアテマラ共和国

### AB
- ABA (UNAA) – アバカン国際空港 – アバカン、ロシア連邦
- ABB (EGUD) – アサバ国際空港 – アサバ、ナイジェリア
- ABC (LEAB) – アルバセーテ空港（英語版）– アルバセーテ、スペイン
- ABD (OIAA) – アーバーダーン空港 – アーバーダーン、イラン
- ABE (KABE) – リーハイ・バレー国際空港 – ペンシルベニア州アレンタウン、アメリカ合衆国
- ABF (NGAB) – アベイアン環礁空港 – アベイアン、キリバス共和国
- ABG – アビンドン空港 – クィーンズランド州アビンドン、オーストラリア連邦
- ABH (YAPH) – Alpha 空港 – クィーンズランド州Alpha、オーストラリア連邦
- ABI (KABI) – アビリーン地域空港 – テキサス州アビリーン、アメリカ合衆国
- ABJ (DIAP) – フェリックス・ウフェ＝ボワニ国際空港（Port Bouet空港） – アビジャン、コートジボワール共和国
- ABK (HAKD) – ケブリ・デハル空港 – Kabri Dar（またはKabre Dare）エチオピア連邦民主共和国
- ABM (YBAM) – ノーザン半島空港 – クィーンズランド州Bamaga、オーストラリア連邦
- ABN – Albina 空港 – Albina、スリナム共和国
- ABO (DIAO) – Aboisso 空港 – Aboisso、コートジボワール共和国
- ABO – Antonio (Nery) Juarbe Pol 空港 – Arecibo, Puerto Rico、アメリカ合衆国
- ABP – Atkamba 空港 – Atkamba、パプアニューギニア独立国
- ABQ (KABQ) – アルバカーキ国際空港 – ニューメキシコ州アルバカーキ、アメリカ合衆国
- ABR (KABR) – アバディーン地域空港 – サウスダコタ州アバディーン、アメリカ合衆国
- ABS (HEBL) – アブ・シンベル空港 – アブ・シンベル神殿、エジプト・アラブ共和国
- ABT (OEBA) – Al-Aqiq 空港 – アル＝バーハ、サウジアラビア王国
- ABU (WRKA) – Haliwen 空港 – Atambua、インドネシア共和国
- ABV (DNAA) – ンナムディ・アジキウェ国際空港 – アブジャ、ナイジェリア連邦共和国
- ABW – Abau 空港 – Abau、パプアニューギニア独立国
- ABX (YMAY) – Albury 空港 – ニューサウスウェールズ州オルベリー、オーストラリア連邦
- ABY (KABY) – サウスウエストジョージア地域空港 – ジョージア州オールバニ、アメリカ合衆国
- ABZ (EGPD) – アバディーン空港 – スコットランド、アバディーン、イギリス

### AC
- ACA (MMAA) – アカプルコ国際空港 – アカプルコ、メキシコ合衆国
- ACB (KACB) – アントリム郡空港 – ミシガン州ベレア、アメリカ合衆国
- ACC (DGAA) – コトカ国際空港 – アクラ、ガーナ
- ACD (SKAD) – Acandi 空港 – Acandi、コロンビア共和国
- ACE (GCRR) – ランサローテ空港 – カナリア諸島ランサローテ、スペイン
- ACH (LSZR) – St. Gallen Altenrhein 空港 – Altenrhein、スイス連邦
- ACI (EGJA) – オルダニー空港 – チャンネル諸島オルダニー島The Blaye、イギリス
- ACJ (KACJ) – Souther Field – ジョージア州アメリカス、アメリカ合衆国
- ACK (KACK) – ナンタケット記念空港 – マサチューセッツ州ナンタケット、アメリカ合衆国
- ACL (SKAG) – Cesar 空港 – Aguaclara、コロンビア共和国
- ACM – Arica 空港 – Arica、コロンビア共和国
- ACN (MMCC) – シウダ・アクーニャ国際空港 – シウダ・アクーニャ、メキシコ合衆国
- ACO (LSZD) – Ascona 空港 – アスコナ、スイス連邦
- ACP (KACP) – アレン郡空港 – ルイジアナ州オークデール、アメリカ合衆国
- ACQ (KACQ) – Waseca 市営空港 – ミネソタ州Waseca、アメリカ合衆国
- ACR (SKAC) – Araracuara 空港 – Araracuara、コロンビア共和国
- ACS – Achinsk 空港 – アチンスク、ロシア連邦
- ACT (KACT) – Waco 地域空港 – テキサス州ウェーコ、アメリカ合衆国
- ACU – Achutupo 空港 – Achutupo、パナマ共和国
- ACV (KACV) – アーケータ・ユーレカ空港 – カリフォルニア州McKinleyville（アーケータ及び ユーレカ近郊）、アメリカ合衆国
- ACY (KACY) – アトランティックシティ国際空港 – ニュージャージー州アトランティックシティ、アメリカ合衆国
- ACZ – ザーボル空港 – ザーボル、イラン

### AD
- ADA (LTAF) – Sakirpasa 空港 – アダナ、トルコ共和国
- ADB (LTBJ) – アドナン・メンデレス空港 – イズミル、トルコ共和国
- ADC (KADC) – Andakombe 空港 – Andakombe、パプアニューギニア独立国
- ADD (HAAB) – ボレ国際空港 – アディスアベバ、エチオピア連邦民主共和国
- ADE (OYAA) – アデン国際空港 – アデン、イエメン共和国
- ADF (LTAG) – Incirlik Air Base – アダナ、トルコ共和国
- ADG (KADG) – Lenawee 郡空港 – ミシガン州Adrian、アメリカ合衆国
- ADH (KADH) – Ada 市営空港 – オクラホマ州Ada、アメリカ合衆国
- ADH (UEAA) – Aldan 空港 – アルダン、ロシア連邦
- ADI (FYAR) – Arandis 空港 – Arandis/スワコプムント、ナミビア共和国
- ADJ (OJAM) – Marka 国際空港 – アンマン、ヨルダン・ハシミテ王国
- ADK (PADK) – アダック島空港 – アラスカ州アダック島、アメリカ合衆国
- ADL (YPAD) – アデレード空港 – 南オーストラリア州アデレード、オーストラリア連邦
- ADM (KADM) – アードモア市営空港 – オクラホマ州アードモア、アメリカ合衆国
- ADN (SKAN) – Andes 空港 – Andes、コロンビア共和国
- ADO (YAMK) – Andamooka 空港 – 南オーストラリア州Andamooka、オーストラリア連邦
- ADP (VCCA) – アヌラーダプラ空港 – Ampara、スリランカ民主社会主義共和国
- ADQ (PADQ) – コディアック空港 – アラスカ州コディアック、アメリカ合衆国
- ADS (KADS) – Addison 空港 – テキサス州ダラス、アメリカ合衆国
- ADT (KADT) – アトウッド・ローリンズ郡空港 – カンザス州アトウッド、アメリカ合衆国
- ADU (KADU) – オーデュボン郡空港 – アイオワ州オーデュボン、アメリカ合衆国
- ADU (OITL) – アルダビール空港 – アルダビール、イラン・イスラム共和国
- ADV – アンドーバー空港 – アンドーバー、イングランド、イギリス
- ADW (KADW) – アンドルーズ空軍基地 – メリーランド州キャンプスプリングス、アメリカ合衆国
- ADX (EGQL) – RAF Leuchars – セント・アンドルーズ、スコットランド、イギリス
- ADY – Alldays 空港 – Alldays、南アフリカ共和国
- ADZ (SKSP) – Gustavo Rojas Pinilla 空港 – サンアンドレス島、コロンビア共和国

### AE
- AEA (NGTB) – Abemama Atoll 空港 – Abemama Atoll、キリバス共和国
- AED (PARD) – Red Dog 空港 – アラスカ州Red Dog、アメリカ合衆国
- AEG (KAEG) – Double Eagle II 空港 – ニューメキシコ州アルバカーキ、アメリカ合衆国
- AEG – Aek Godang 空港 – Aek Godang、インドネシア
- AEH (FTTC) – Abeche 空港 – アベシェ、チャド共和国
- AEK – Aseki 空港 – Aseki、パプアニューギニア独立国
- AEL (KAEL) – Albert Lea 市営空港 – ミネソタ州Albert Lea、アメリカ合衆国
- AEO (GQNA) – Aioun El Atrouss 空港 – Aioun El Atrouss、モーリタニア
- AEP (SABE) – ホルヘ・ニューベリー空港 – ブエノスアイレス、アルゼンチン共和国
- AER (URSS) – ソチ空港 – ソチ、ロシア連邦
- AES (ENAL) – Vigra 空港 – オーレスン、ノルウェー王国
- AEX (KAEX) – Alexandria 国際空港 – ルイジアナ州Alexandria、アメリカ合衆国
- AEY (BIAR) – アークレイリ空港 – アークレイリ、アイスランド共和国

### AF
- AFA (SAMR) – サンラファエル空港 – メンドサ州サン・ラファエル、アルゼンチン共和国
- AFD (FAPA) – ポートアルフレッド空港 – ポートアルフレッド、南アフリカ共和国
- AFE (PAFE) – Kake 空港 – アラスカ州Kake、アメリカ合衆国
- AFF (KAFF) – United States Air Force Academy Airfield – コロラド州コロラドスプリングス、アメリカ合衆国
- AFI (SKAM) – Amalfi 空港 – Amalfi、コロンビア共和国
- AFJ (KAFJ) – ワシントン郡空港 – ペンシルベニア州ワシントン、アメリカ合衆国
- AFK (KAFK) – ネブラスカシティ市営空港 – ネブラスカ州ネブラスカシティ、アメリカ合衆国
- AFL (SBAT) – Alta Floresta 空港 – Alta Floresta、ブラジル連邦共和国
- AFM (PAFM) – アンブラー空港 – アラスカ州アンブラー、アメリカ合衆国
- AFN (KAFN) – Jaffrey 空港 - シルバーランチ空港 – ニューハンプシャー州Jaffrey、アメリカ合衆国
- AFO (KAFO) – Afton 町営空港 – ワイオミング州Afton、アメリカ合衆国
- AFP (KAFP) – アンソン郡空港 – ノースカロライナ州Wadesboro、アメリカ合衆国
- AFR – Afore 空港 – Afore、パプアニューギニア独立国
- AFT – Afutara Aerodrome – Afutara、ソロモン諸島
- AFW (KAFW) – Fort Worth Alliance 空港 – テキサス州フォートワース、アメリカ合衆国
- AFY (LTAH) – Afyon 空港 – アフィヨン、トルコ共和国
- AFZ – サブゼヴァール空港 – サブゼヴァール、イラン・イスラム共和国

### AG
- AGA (GMAD) – アガディール・アル・マシーラ空港 – アガディール、モロッコ王国
- AGB (EDMA) – Augsburg-Muehlhausen 空港 – ミュンヘン、ドイツ連邦共和国
- AGC (KAGC) – アレゲーニー郡空港 – ペンシルベニア州ピッツバーグ、アメリカ合衆国
- AGD – Anggi 空港 – Anggi、インドネシア共和国
- AGE (EDWG) – Wangerooge 空港（Wangerooger Flughafen）– Wangerooge、ドイツ連邦共和国
- AGF (LFBA) – La Garenne 空港 – アジャン、フランス共和国
- AGG – Angorarn 空港 – Angorarn、パプアニューギニア独立国
- AGH (ESTA) – エンゲルホルム・ヘルシングボリ空港（旧 ICAO コード：ESDB）– ヘルシングボリ、スウェーデン王国
- AGI (SMWA) – Wageningen 空港 – Wageningen、スリナム共和国
- AGJ (RORA) – 粟国空港 – 沖縄県、日本
- AGK – Kagua 空港 – Kagua、パプアニューギニア独立国
- AGL – Wanigela 空港 – Wanigela、パプアニューギニア独立国
- AGM (BGAM) – Angmagssalik 空港 – タシーラク、グリーンランド
- AGN (PAGN) – Angoon Seaplane Base – アラスカ州Angoon、アメリカ合衆国
- AGO (KAGO) – マグノリア市営空港 – アーカンソー州マグノリア、アメリカ合衆国
- AGP (LEMG) – マラガ＝コスタ・デル・ソル空港 – マラガ、スペイン
- AGQ (LGAG) – アグリニオン空港 – アグリニオン、ギリシャ共和国
- AGR (KAGR) – MacDill AFB Aux. Field – フロリダ州エイボンパーク、アメリカ合衆国
- AGR (VIAG) – Kheria 空港 – アーグラ、インド
- AGS (KAGS) – オーガスタ地域空港 at Bush Field – ジョージア州オーガスタ、アメリカ合衆国
- AGT (SGES) – グアラニ国際空港（Alejo Garcia 空港）– シウダ・デル・エステ, パラグアイ共和国
- AGU (MMAS) – アグアスカリエンテス国際空港 – アグアスカリエンテス州、メキシコ合衆国
- AGV (SVAC) – Oswaldo Guevara Mujica 空港 – アカリグア、ベネズエラ・ボリバル共和国
- AGW – Agnew 空港 – 西オーストラリア州Agnew、オーストラリア連邦
- AGX (VOAT) – Agatti 島空港 – Agatti Island、インド
- AGY – Argyle Downs 空港 – Argyle Downs、オーストラリア連邦
- AGZ (KAGZ) – Wagner 市営空港 – サウスダコタ州Wagner、アメリカ合衆国
- AGZ (FAAG) – Aggeneys 空港 – Aggeneys、南アフリカ共和国

### AH
- AHA (RORG) – 那覇基地 – 沖縄県、日本
- AHB (OEAB) – Abha 空港 – アブハー、サウジアラビア王国
- AHC (KAHC) – Amedee AAF – カリフォルニア州Herlong、アメリカ合衆国
- AHE – Ahe 空港 – Ahe、フランス領ポリネシア
- AHH (KAHH) – Amery 市営空港 – ウィスコンシン州Amery、アメリカ合衆国
- AHI (WAPA) – Amahai 空港 – Amahai、インドネシア共和国
- AHL (SYAH) – Aishalton 空港 – Aishalton、ガイアナ協同共和国
- AHM – アシュランド市営空港 – オレゴン州アシュランド、アメリカ合衆国
- AHN (KAHN) – Athens-Ben Epps 空港 – ジョージア州アセンズ、アメリカ合衆国
- AHO (LIEA) – アルゲーロ・フェルティリア空港 – アルゲーロ、イタリア共和国
- AHQ (KAHQ) – Wahoo 市営空港 – ネブラスカ州Wahoo、アメリカ合衆国
- AHS – Ahuas 空港 – Ahuas、ホンジュラス共和国
- AHU (GMTA) – Charif AI ldrissi 空港 – Al Hoceima、モロッコ王国
- AHY – Ambatolahy 空港 – Ambatolahy、マダガスカル共和国
- AHZ – Alpe d'Huez 空港 – ラルプ・デュエズ、フランス共和国

### AI
- AIA (KAIA) – アライアンス市営空港 – ネブラスカ州アライアンス、アメリカ合衆国
- AIC – アイロック空港 – Airok、マーシャル諸島
- AID (KAID) – アンダーソン市営空港（Darlington Field）– インディアナ州アンダーソン、アメリカ合衆国
- AIE – Aiome 空港 – Aiome、パプアニューギニア独立国
- AIF (SBAS) – Assis 空港 – サンパウロ州Assis、ブラジル連邦共和国
- AIG (KAIG) – ラングラード郡空港 – ウィスコンシン州アンチゴ、アメリカ合衆国
- AIG (FEFY) – Yalinga 空港 – Yalinga、中央アフリカ共和国
- AII (HDAS) – Ali-Sabieh 空港 – アリ・サビエ、ジブチ共和国
- AIK (KAIK) – エーケン市営空港 – サウスカロライナ州エーケン、アメリカ合衆国
- AIL – Ailigandi 空港 – Ailigandi、パナマ共和国
- AIM – アイルック空港 – Ailuk Island、マーシャル諸島
- AIN (PAWT) – Wainwright AS – アラスカ州Fort Wainwright、アメリカ合衆国
- AIO (KAIO) – アトランティック市営空港 – アイオワ州アトランティック、アメリカ合衆国
- AIP – Ailinglapalap 島空港 – Ailinglapalap 島、マーシャル諸島
- AIR – Aripuana 空港 – Aripuana、ブラジル連邦共和国
- AIS (NGTR) – Arorae 島空港 - Arorae 島、キリバス共和国
- AIT (KAIT) – Aitkin 市営空港（Steve Kurtz Field）– ミネソタ州Aitkin、アメリカ合衆国
- AIT (NCAI) – アイツタキ国際空港 – アイツタキ島、クック諸島
- AIU (NCAT) – Atiu 島空港 – Atiu 島、クック諸島
- AIV (KAIV) – ジョージ・ダウナー空港 – アラバマ州アリスビル、アメリカ合衆国
- AIW – アイアイ空港 – アイアイ、ナミビア共和国
- AIY (KAIY) – アトランティックシティ市営空港（Bader Field）– ニュージャージー州アトランティックシティ、アメリカ合衆国
- AIZ (KAIZ) – Lee C. Fine 記念空港 – ミズーリ州レークオザーク、アメリカ合衆国

### AJ
- AJA (LFKJ) – アジャクシオ・ナポレオン・ボナパルト空港 – アジャクシオ、フランス共和国
- AJC (PAJC) – Chignik 空港 – アラスカ州Chignik、アメリカ合衆国
- AJF (OESK) – Al Jouf 空港 – Al-Jawf、サウジアラビア王国
- AJI – Agri 空港 – Agri、トルコ共和国
- AJJ (GQNJ) – Akjoujt 空港 – Akjoujt、モーリタニア・イスラム共和国
- AJG (KAJG) – Mount Carmel Municipal 空港 – イリノイ州Mount Carmel、アメリカ合衆国
- AJL (VEAZ) – レングプイ空港 – アイゾール、インド
- AJN (FMCV) – アニー空港 – アンジュアン島、コモロ連合
- AJO (KAJO) – コロナ市営空港 – カリフォルニア州コロナ、アメリカ合衆国
- AJR (KAJR) – Habersham 郡空港 – ジョージア州コルネリヤ、アメリカ合衆国
- AJR (ESNX) – Arvidsjaur 空港 – Arvidsjaur、スウェーデン王国
- AJU (SBAR) – Santa Maria 空港 – セルジッペ州Aracaju、ブラジル連邦共和国
- AJY (DRZA) – マノ・ダヤク国際空港 – アガデス、ニジェール共和国

### AK
- AKA (ZLAK) – Ankang 空港 – 安康、中華人民共和国
- AKB (PAAK) – アトカ空港 – アラスカ州Atka、アメリカ合衆国
- AKD (FAKD) – P.C. Pelser 空港 – Klerksdorp、南アフリカ共和国
- AKD (VAAK) – Akola 空港 – Akola、インド
- AKE (FOGA) – Akieni 空港 – Akieni、ガボン共和国
- AKF (HLKF) – クフラ空港 – クフラ、リビア
- AKG – Anguganak 空港 – Anguganak、パプアニューギニア独立国
- AKH (KAKH) – ガストニア市営空港 – ノースカロライナ州ガストニア、アメリカ合衆国
- AKI – Akiak 空港 – アラスカ州Akiak、アメリカ合衆国
- AKJ (RJEC) – 旭川空港 – 北海道、日本
- AKK (PAKH) – Akhiok 空港 – アラスカ州Akhiok、アメリカ合衆国
- AKL (NZAA) – オークランド国際空港 – Mangere（オークランド近郊）、ニュージーランド
- AKM – Zakouma 空港 – Zakouma、チャド共和国
- AKN (PAKN) – キングサーモン空港 – アラスカ州キングサーモン、アメリカ合衆国
- AKO (KAKO) – Colorado Plains 地域空港 – コロラド州アクロン、アメリカ合衆国
- AKP (PAKP) – Anaktuvuk Pass 空港 – アラスカ州Anaktuvuk Pass、アメリカ合衆国
- AKQ (KAKQ) – ウェイクフィールド町営空港 – バージニア州ウェイクフィールド、アメリカ合衆国
- AKQ – Gunung Batin 空港 – Astraksetra、インドネシア共和国
- AKR (KAKR) – アクロン・フルトン国際空港 – オハイオ州アクロン、アメリカ合衆国
- AKR (DNAK) – アクレ空港 – アクレ、ナイジェリア連邦共和国
- AKS (FAKS) – Kroonstad 空港 – Kroonstad、南アフリカ共和国
- AKS – Gwaunaru'u 空港 – アウキ、ソロモン諸島
- AKT (LCRA) – RAF Akrotiri – アクロティリ、キプロス共和国
- AKU (ZWAK) – アクス空港 – アクス、中華人民共和国
- AKV (CYKO) – Akulivik 空港 – ケベック州Akulivik、カナダ
- AKW (PAKW) – Klawock 空港 – アラスカ州Klawock、アメリカ合衆国
- AKX (UATT) – Aktyubinsk 空港 – アクトベ、カザフスタン共和国
- AKY (VYSW) – シットウェ空港（英語版） – シットウェ, ミャンマー連邦

### AL
- ALA (UAAA) – Alma Ata 空港 – アルマトイ、カザフスタン共和国
- ALB (KALB) – オールバニ国際空港 – ニューヨーク州オールバニ、アメリカ合衆国
- ALC (LEAL) – アリカンテ＝エルチェ・ミゲル・エルナンデス空港 – アリカンテ、スペイン
- ALD (SPAR) – Alerta 空港 – Alerta、ペルー共和国
- ALF (ENAT) – アルタ空港（英語版） – アルタ、ノルウェー王国
- ALG (DAAG) – ウアリ・ブーメディアン空港 – アルジェ、アルジェリア民主人民共和国
- ALH (YABA) – Albany 空港 – 西オーストラリア州Albany、オーストラリア連邦
- ALI (KALI) – アリス国際空港 – テキサス州アリス、アメリカ合衆国
- ALJ (FAAB) – Kortdoorn 空港 – Alexander Bay、南アフリカ共和国
- ALK – Asella 空港 – Asella、エチオピア連邦民主共和国
- ALL (LIMG) – Albenga 空港 - アルベンガ / Villanova、イタリア共和国
- ALM (KALM) – アラモゴード・ホワイトサンズ地域空港 – ニューメキシコ州アラモゴード、アメリカ合衆国
- ALN (KALN) – セントルイス地域空港 – イリノイ州オールトン、アメリカ合衆国
- ALO (KALO) – ウォータールー地方空港 – アイオワ州ウォータールー、アメリカ合衆国
- ALP (OSAP) – アレッポ国際空港（Nejrab 空港）– アレッポ、シリア・アラブ共和国
- ALQ – Alegrete Federal 空港 – Alegrete、ブラジル連邦共和国
- ALR (NZLX) – Alexandra 空港 – アレクサンドラ、ニュージーランド
- ALS (KALS) – San Luis Valley 地域空港 – コロラド州アラモサ、アメリカ合衆国
- ALT – アレンケル空港 – アレンケル、ブラジル連邦共和国
- ALU (HCMA) – Alula 空港 – Alula、ソマリア
- ALV – アンドラ・ラ・ヴェリャ空港 – アンドラ・ラ・ヴェリャ、アンドラ公国
- ALW (KALW) – ワラワラ地域空港 – ワシントン州ワラワラ、アメリカ合衆国
- ALX (KALX) – Thomas C. Russell Field – アラバマ州Alexander City、アメリカ合衆国
- ALY (HEAX) – アレクサンドリア国際空港 – アレクサンドリア、エジプト・アラブ共和国

### AM
- AMA (KAMA) – リック・ハズバンド・アマリロ国際空港 – テキサス州アマリロ、アメリカ合衆国
- AMB (FMNE) – Ambilobe 空港 – Ambilobe、マダガスカル共和国
- AMB (YAMB) – RAAF Amberley – クィーンズランド州Amberley、オーストラリア連邦
- AMC (FTTN) – アム・ティマン空港（英語版） – アム・ティマン、チャド共和国
- AMD (VAAH) – アフマダーバード空港 – アフマダーバード、インド
- AME – Alto Molocue 空港 – Alto Molocue、モザンビーク共和国
- AMF – Ama 空港 – Ama、パプアニューギニア独立国
- AMG (KAMG) – Bacon 郡空港 – ジョージア州アルマ、アメリカ合衆国
- AMG – Amboin 空港 – Amboin、パプアニューギニア独立国
- AMH (HAAM) – Arba Minch 空港 – Arba Minch、エチオピア連邦民主共和国
- AMI (WRRA) – セラパラン空港 – マタラム、インドネシア共和国
- AMJ – Almenara 空港 – Almenara、ブラジル連邦共和国
- AML – Puerto Armuellas 空港 – Puerto Armuellas、パナマ共和国
- AMM (OJAI) – クィーンアリア国際空港 – アンマン、ヨルダン・ハシミテ王国
- AMN (KAMN) – Gratiot Community 空港 – ミシガン州アルマ、アメリカ合衆国
- AMO (FTTU) – マオ空港（英語版） – マオ、チャド共和国
- AMP (FMSY) – Ampanihy 空港 – Ampanihy、マダガスカル共和国
- AMQ (WAPP) – パティムラ空港 – アンボン、インドネシア共和国
- AMR – Arno 空港 – アルノ環礁、マーシャル諸島
- AMS (EHAM) – アムステルダム・スキポール空港 – ハールレメルメール（アムステルダム近郊）、オランダ王国
- AMT (KAMT) – Alexander Salamon 空港 – オハイオ州ウエストユニオン、アメリカ合衆国
- AMT (YAMT) – Amata 空港 – ノーザンテリトリーAmata、オーストラリア連邦
- AMU – Amanab 空港 – Amanab、パプアニューギニア独立国
- AMV (ULDD) – Amderma 空港 – Amderma、ロシア連邦
- AMW (KAMW) – Ames 市営空港 – アイオワ州Ames、アメリカ合衆国
- AMX – Ammaroo 空港 – Ammaroo、オーストラリア連邦
- AMY – Ambatomainty 空港 – Ambatomainty、マダガスカル共和国
- AMZ (NZAR) – アードモア空港 – アードモア、ニュージーランド

### AN
- ANB (KANB) – Anniston Metropolitan 空港 – アラバマ州アニストン、アメリカ合衆国
- ANC (PANC) – テッド・スティーブンス・アンカレッジ国際空港 – アラスカ州アンカレッジ、アメリカ合衆国
- AND (KAND) – アンダーソン地域空港 – サウスカロライナ州アンダーソン、アメリカ合衆国
- ANE (KANE) – Anoka County-Blaine 空港（Janes Field）– ミネソタ州ミネアポリス、アメリカ合衆国
- ANE (LFRA) – Angers-Marce 空港 – アンジェ、フランス共和国
- ANF (SCFA) – Cerro Moreno 国際空港 – アントファガスタ、チリ共和国
- ANG (LFBU) – Brie Champniers 空港 – アングレーム、フランス共和国
- ANH – Anuha Island Resort 空港 – Anuha Island Resort、ソロモン諸島
- ANI (PANI) – Aniak 空港 – アラスカ州Aniak、アメリカ合衆国
- ANJ (KANJ) – スーセントマリー市営空港（Sanderson Field）– ミシガン州スーセントマリー、アメリカ合衆国
- ANJ (FCBZ) – Zanaga 空港 – Zanaga、コンゴ共和国
- ANK (LTAD) – Etismegut 空港 – アンカラ、トルコ共和国
- ANL – Andulo 空港 – Andulo、アンゴラ共和国
- ANM (FMNH) – Antsirabato 空港 – Antalaha、マダガスカル共和国
- ANN (PANT) – アネット島空港 – アネット島、アメリカ合衆国
- ANO (FQAG) – Angoche 空港 – Angoche、モザンビーク共和国
- ANP – リー空港 – メリーランド州アナポリス、アメリカ合衆国
- ANQ (KANQ) – Tri-State Steuben 郡空港 – インディアナ州アンゴラ、アメリカ合衆国
- ANR (EBAW) – Deurne 空港 – アントウェルペン、ベルギー王国
- ANS (SPHY) – Andahuaylas 空港 – Andahuaylas、ペルー共和国
- ANT – St. Anton 空港 – St Anton、オーストリア共和国
- ANU (TAPA) – VCバード国際空港 – アンティグア島セントジョンズ、アンティグア・バーブーダ
- ANV (PANV) – Anvik 空港 – アラスカ州Anvik、アメリカ合衆国
- ANW (KANW) – エーンズワース市営空港 – ネブラスカ州エーンズワース、アメリカ合衆国
- ANX (ENAN) – アンドーヤ空軍基地 – Andenes、ノルウェー王国
- ANY (KANY) – アンソニー市営空港 – カンザス州アンソニー、アメリカ合衆国
- ANZ – Angus Downs 空港 – Angus Downs、オーストラリア連邦

### AO
- AOA – Aroa 空港 – Aroa、パプアニューギニア独立国
- AOB – Annanberg 空港 – Annanberg、パプアニューギニア独立国
- AOC (KAOC) – Arco Butte 郡空港 – アイダホ州アルコ、アメリカ合衆国
- AOC (EDAC) – Altenburg-Nobitz 空港 – アルテンブルク、ドイツ連邦共和国
- AOD – Abou Deia 空港 – Abou Deia、中華人民共和国
- AOG – Anshan Tengao 空港 – 鞍山、中華人民共和国
- AOH (KAOH) – ライマ・アレン郡空港 – オハイオ州ライマ、アメリカ合衆国
- AOI (LIPY) – Falconara 空港 – アンコーナ、イタリア共和国
- AOJ (RJSA) – 青森空港 – 青森県、日本
- AOK (LGKP) – Karpathos 空港 – カルパトス島、ギリシャ共和国
- AOL (SARL) – Paso de los Libres 空港 – コリエンテス州Paso de los Libres、アルゼンチン共和国
- AON – Arona 空港 – Arona、パプアニューギニア独立国
- AOO (KAOO) – アルトゥーナ・ブレア郡空港 – ペンシルベニア州アルトゥーナ、アメリカ合衆国
- AOR (WMKA) – スルタン・アブドゥル・ハリム空港 – クダ州アロー・スター、マレーシア
- AOT – Corrado Gex 空港 – アオスタ、イタリア共和国
- AOU (VLAP) – アッタプー空港 – アッタプー県、ラオス人民民主共和国
- AOV (KAOV) – Ava Bill Martin Memorial 空港 – ミズーリ州アバ、アメリカ合衆国

### AP
- APA (KAPA) – Centennial 空港 – コロラド州Arapahoe County、アメリカ合衆国
- APB (SLAP) – Apolo 空港 – Apolo、ボリビア共和国
- APC (KAPC) – ナパ郡空港 – カリフォルニア州ナパ、アメリカ合衆国
- APE (SPAO) – San Juan Aposento 空港 – San Juan Aposento、ペルー共和国
- APF (KAPF) – Naples 市営空港 – フロリダ州Naples、アメリカ合衆国
- APG (KAPG) – Phillips 陸軍飛行場 – メリーランド州アバディーン性能試験場、アメリカ合衆国
- APH (KAPH) – A.P. Hill 陸軍飛行場 – バージニア州Fort A.P. Hill、アメリカ合衆国
- API (SKAP) – Gomez Nino Apiay AB – Villavicenci、コロンビア共和国
- APK (NTGD) – Apataki 空港 – Apataki、フランス領ポリネシア
- APL (FQNP) – Nampula 空港 – ナンプラ、モザンビーク共和国
- APN (KAPN) – アルピナ郡地域空港 – ミシガン州アルピナ、アメリカ合衆国
- APO – Apartacto 空港 – Apartacto、コロンビア共和国
- APP – Asapa 空港 – Asapa、パプアニューギニア独立国
- APQ – Arapiraca 空港 – Arapiraca、ブラジル連邦共和国
- APR – April River 空港 – April River、パプアニューギニア独立国
- APS (SBAN) – Anapolis AB – ゴイアス州アナポリス、ブラジル連邦共和国
- APT (KAPT) – Dunnellon/Marion 郡空港（Brown Field）– テネシー州ジャスパー、アメリカ合衆国
- APU – Apucarana 空港 – Apucarana、ブラジル連邦共和国
- APV (KAPV) – Apple Valley 空港 – Apple Valley, California、アメリカ合衆国
- APW (NSFA) – ファレオロ国際空港 – ウポル島アピア、サモア独立国
- APX – Arapongas 空港 – Arapongas、ブラジル連邦共和国
- APY – Alto Parnatiba 空港 – Alto Parnatiba、ブラジル連邦共和国
- APZ (SAHZ) – Zapala 空港 – Zapala、Neuquén、アルゼンチン共和国

### AQ
- AQA (SBAQ) – Araraquara 空港 – サンパウロ州 Araraquara、ブラジル連邦共和国

- AQB – Quiche 空港 – Quiche、グアテマラ共和国
- AQG (ZSAQ) – Anqing 空港 – 安慶、中華人民共和国
- AQH (PAQH) – Quinhagak 空港 – アラスカ州Quinhagak、アメリカ合衆国
- AQI – Qaisumah 空港 – カイスーマ、サウジアラビア王国
- AQJ (OJAQ) – キング・フセイン国際空港 – アカバ、ヨルダン・ハシミテ王国
- AQM – Ariquemes 空港 – Ariquemes、ブラジル連邦共和国
- AQO (KAQO) – Llano 市営空港 – テキサス州Llano、アメリカ合衆国
- AQP (KAQP) – アップルトン市営空港 – ミネソタ州アップルトン、アメリカ合衆国
- AQP (SPQU) – ロドリゲス・バロン国際空港 – アレキパ、Arequipa、ペルー共和国
- AQR (KAQR) – Atoka 市営空港 – オクラホマ州Atoka, Oklahoma、アメリカ合衆国
- AQS – Saqani 空港 – Saqani、フィジー諸島共和国
- AQT (PAQT) – Nuiqsut 空港 – アラスカ州Nuiqsut、アメリカ合衆国
- AQW (KAQW) – Harriman and West Airport – ノースアダムズ、アメリカ合衆国
- AQY – ガートウッド空港 – アラスカ州ガートウッド、アメリカ合衆国

### AR
- ARA (KARA) – アカディアナ地域空港 – ニューイベリア、アメリカ合衆国
- ARB (KARB) – アナーバー市営空港 – ミシガン州アナーバー、アメリカ合衆国
- ARB (FARB) – Richards Bay 空港 – Richards Bay、南アフリカ共和国
- ARC (PARC) – Arctic Village 空港 – アラスカ州Arctic Village、アメリカ合衆国
- ARD – Alor Island 空港 – アロール島、インドネシア共和国
- ARF – Acaricuara 空港 – Acaricuara、コロンビア共和国
- ARG (KARG) – ウォルナットリッジ地域空港 – アーカンソー州ウォルナットリッジ、アメリカ合衆国
- ARH (ULAA) – アルハンゲリスク・タラギ空港 – アルハンゲリスク、ロシア連邦
- ARI (SCAR) – Chacalluta 国際空港 – アリカ、チリ共和国
- ARJ (WAJA) – Arso 空港 – Arso、インドネシア共和国
- ARK (HTAR) – アルーシャ空港 – アルーシャ、タンザニア連合共和国
- ARL – Arly 空港 – Arly、ブルキナファソ
- ARM (KARM) – Wharton 地域空港 – テキサス州Wharton、アメリカ合衆国
- ARM (YARM) – Armidale 空港 – ニューサウスウェールズ州Armidale、オーストラリア連邦
- ARN (ESSA) – ストックホルム-アーランダ空港 – ストックホルム、スウェーデン王国
- ARO – Arboletas 空港 – アルボレータス、コロンビア共和国
- ARP – Aragip 空港 – Aragip、パプアニューギニア独立国
- ARQ – Arauquita 空港 – Arauquita、コロンビア共和国
- ARR (KARR) – Aurora 市営空港 – イリノイ州シカゴ /Aurora、アメリカ合衆国
- ARR (SAVR) – Alto Rio Senguerr 空港 – チュブ州Alto Rio Senguerr、アルゼンチン共和国
- ARS – Aragarcas 空港 – Aragarcas、ブラジル連邦共和国
- ART (KART) – ウオータータウン国際空港 – ニューヨーク州Watertown、アメリカ合衆国
- ARU (SBAU) – Aracatuba 空港 – サンパウロ市Aracatuba、ブラジル連邦共和国
- ARV (KARV) – Lakeland/Noble F. Lee Memorial Field – ウィスコンシン州Minocqua/ウッドラフ、アメリカ合衆国
- ARW (LRAR) – アラド国際空港 – アラド、ルーマニア
- ARY (YARA) – アララト空港 – ビクトリア州アララト、オーストラリア連邦
- ARZ (FNZE) – N'Zeto 空港 – N'Zeto、アンゴラ共和国

### AS
- ASA (HHSB) – アッサブ国際空港 – アッサブ、エリトリア国
- ASB (FASB) – Springbok 空港 – Springbok、南アフリカ共和国
- ASB (UTAA) – Ashkhabad 空港 – アシガバート、トルクメニスタン
- ASC (SLAS) – Ascension de Guarayos 空港 – Ascension de Guarayos、ボリビア共和国
- ASD (KASD) – Slidell 空港 – ルイジアナ州Slidell、アメリカ合衆国
- ASD (MYAF) – Andros Town 国際空港 – アンドロス島、バハマ国
- ASE (KASE) – アスペン・ピットキン郡空港 – コロラド州アスペン、アメリカ合衆国
- ASF (URWA) – Narimanovo 空港 – アストラハン、ロシア連邦
- ASG (KASG) – スプリングデール市営空港 – アーカンソー州スプリングデール、アメリカ合衆国
- ASG (NZAS) – アシュバートン空港 – アシュバートン、ニュージーランド
- ASH (KASH) – Boire Field – ニューハンプシャー州ナシュア、アメリカ合衆国
- ASI (FHAW) – Wideawake Field – アセンション島ジョージタウン、セントヘレナ
- ASJ (RJKA) – 奄美空港 – 鹿児島県、日本
- ASK (DIYO) – ヤムスクロ空港 – ヤムスクロ、コートジボワール共和国
- ASL (KASL) – ハリソン郡空港 – テキサス州マーシャル、アメリカ合衆国
- ASM (HHAS) – アスマラ国際空港 – アスマラ、エリトリア国
- ASN (KASN) – Talladega 市営空港 – アラバマ州タラデガ、アメリカ合衆国
- ASO (HASO) – アソサ空港（英語版） – アソサ、エチオピア連邦民主共和国
- ASP (YBAS) – アリススプリングス空港 – ノーザンテリトリー準州アリススプリングス、オーストラリア連邦
- ASR (LTAU) – Erkilet 国際空港 – Kayseri Province、トルコ共和国
- AST (KAST) – Astoria 地域空港 – オレゴン州アストリア－、アメリカ合衆国
- ASU (SGAS) – シルビオ・ペッティロッシ国際空港 – アスンシオン、パラグアイ共和国
- ASV (HKAM) – Amboseli 空港 – Amboseli、ケニア共和国
- ASW (KASW) – Warsaw 市営空港 – インディアナ州Warsaw、アメリカ合衆国
- ASW (HESN) – アスワン国際空港 – アスワン、エジプト・アラブ共和国
- ASX (KASX) – John F. Kennedy Memorial 空港 – ウィスコンシン州アシュランド、アメリカ合衆国
- ASY (KASY) – アシュレイ市営空港 – ノースダコタ州アシュレイ、アメリカ合衆国
- ASZ – Asirim 空港 – Asirim、パプアニューギニア独立国

### AT
- ATA (KATA) – Hall-Miller 市営空港 – テキサス州アトランタ、アメリカ合衆国
- ATA (SPHZ) – Comandante FAP German Arias Grazziani 空港 – Anta Huaraz、ペルー共和国
- ATB (HSAT) – アトバラ空港 – アトバラ、スーダン共和国
- ATC (MYCA) – Arthurs Town 空港 – Cat IslandArthurs Town、バハマ国
- ATD – Atoifi 空港 – Atoifi、ソロモン諸島
- ATF (SEAM) – Chachoan 空港 – アンバート、エクアドル共和国
- ATG (SPAY) – Atalaya 空港 – Atalaya、ペルー共和国
- ATG – アトック空港 – アトック、パキスタン・イスラム共和国
- ATH (LGAV) – アテネ国際空港 – アテネ、ギリシャ共和国
- ATI (SUAG) – アルティガス国際空港（英語版） – アルティガス、ウルグアイ東方共和国
- ATJ (FMME) – Antsirabe 空港 – Antsirabe、マダガスカル共和国
- ATK (PATQ) – Atqasuk Edward Burnell Sr. 記念空港 – アラスカ州Atqasuk、アメリカ合衆国
- ATL (KATL) – ハーツフィールド・ジャクソン・アトランタ国際空港 – ジョージア州アトランタ、アメリカ合衆国
- ATM (SBHT) – Altamira 空港 – パラー州Altamira、ブラジル連邦共和国
- ATN – Namatanai 空港 – Namatanai、パプアニューギニア独立国
- ATP – Aitape Airstrip – Aitape、パプアニューギニア独立国
- ATQ (VIAR) – アムリトサル国際空港 – アムリトサル、インド
- ATR (GQPA) – Mouakchott 空港 – Atar、モーリタニア・イスラム共和国
- ATS (KATS) – アーテーシア市営空港 – ニューメキシコ州アーテーシア、アメリカ合衆国
- ATU (PATU) – Casco Cove 沿岸警備隊基地 – アラスカ州アッツ島、アメリカ合衆国
- ATV (FTTI) – アティ空港 – アティ、チャド共和国
- ATW (KATW) – Outagamie 郡地域空港 – ウィスコンシン州グリーンビル（アップルトン近郊）、アメリカ合衆国
- ATX – Atbasar 空港 – Atbasar、カザフスタン共和国
- ATY (KATY) – ウォータータウン市営空港 – サウスダコタ州ウォータータウン、アメリカ合衆国
- ATZ (HEAT) – アシュート空港 – アシュート、エジプト・アラブ共和国

### AU
- AUA (TNCA) – ベアトリクス女王国際空港 – オラニエスタッド、アルバ
- AUB – Itauba 空港 – Itauba、ブラジル連邦共和国
- AUC (SKUC) – Santiago Perez 空港 – アラウカ、コロンビア共和国
- AUD (YAGD) – Augustus Downs 空港 – クィーンズランド州Augustus Downs、オーストラリア連邦
- AUE – Abu Rudeis 空港 – Abu Rudeis、エジプト・アラブ共和国
- AUF (LFLA) – Auxerre Branches 空港 – オセール、フランス共和国
- AUG (KAUG) – オーガスタ州立空港 – メイン州オーガスタ、アメリカ合衆国
- AUH (KAUH) – Aurora 市営空港（Al Potter Field）– ネブラスカ州Aurora、アメリカ合衆国
- AUH (OMAA) – ザイード国際空港 – アブダビ、アラブ首長国連邦
- AUI – Aua 島空港 – Aua Island、パプアニューギニア独立国
- AUJ – Ambunti 空港 – Ambunti、パプアニューギニア独立国
- AUK – Alakanuk 空港 – アラスカ州Alakanuk、アメリカ合衆国
- AUL – オール空港 – オール環礁、マーシャル諸島
- AUM (KAUM) – オースティン市営空港 – ミネソタ州オースティン、アメリカ合衆国
- AUN (KAUN) – オーバン市営空港 – カリフォルニア州オーバン、アメリカ合衆国
- AUO (KAUO) – Auburn-Opelika Robert G. Pitts 空港 – アラバマ州オーバン、アメリカ合衆国
- AUP – Agaun 空港 – Agaun、パプアニューギニア独立国
- AUQ – Atuona 空港 – Atuona、フランス領ポリネシア
- AUR (LFLW) – オーリヤック空港 – オーリヤック、フランス共和国
- AUS (KAUS) – オースティン・バーグストロム国際空港 – テキサス州オースティン、アメリカ合衆国
- AUT (WPAT) – Atauro 空港 – アタウロ島、東ティモール
- AUU (YAUR) – Aurukun 空港 – クィーンズランド州Aurukun Mission、オーストラリア連邦
- AUV – Aurno 空港 – Aurno、パプアニューギニア独立国
- AUW (KAUW) – ウォーソー・ダウンタウン空港 – ウィスコンシン州ウォーソー、アメリカ合衆国
- AUX – Araguaina 空港 – Araguaina、ブラジル連邦共和国
- AUY – Aneityum 空港 – Aneityum、バヌアツ共和国

### AV
- AVB (LIPA) – アヴィアーノ空軍基地 – ポルデノーネ県アヴィアーノ、イタリア共和国
- AVC (KAVC) – Mecklenburg-Brunswick 地域空港 – バージニア州サウスヒル、アメリカ合衆国
- AVF – Avoriaz 空港 – Avoriaz、フランス共和国
- AVG – Auvergne 空港 – ノーザンテリトリー準州Auvergne、オーストラリア連邦
- AVI (MUCA) – Maximo Gomez 空港 – Ciego de Avila、キューバ共和国
- AVK (KAVK) – アルバ地域空港 – オクラホマ州アルバ、アメリカ合衆国
- AVK – Arvaikheer 空港 – Arvaikheer、モンゴル国
- AVL (KAVL) – アッシュビル地域空港 – ノースカロライナ州フレッチャー（アッシュビル近郊）、アメリカ合衆国
- AVN (LFMV) – Caumont 空港 - アヴィニョン、フランス共和国
- AVO (KAVO) – エイボンパーク・エグゼクティブ空港 – フロリダ州エイボンパーク、アメリカ合衆国
- AVP (KAVP) – ウィルクスバリ・スクラントン国際空港 – ペンシルベニア州アボカ、アメリカ合衆国
- AVQ (KAVQ) – マナラ地域空港 – アリゾナ州ツーソン、アメリカ合衆国
- AVU – Avu Avu 空港 – Avu Avu、ソロモン諸島
- AVV (YMAV) – アバロン空港 – ビクトリア州アバロン、オーストラリア連邦
- AVX (KAVX) – カタリナ空港 – カリフォルニア州サンタカタリナ島アバロン、アメリカ合衆国

### AW
- AWA (HALA) – Awasa 空港 – Awasa、エチオピア連邦民主共和国
- AWB – Awaba 空港 – Awaba、パプアニューギニア独立国
- AWD (NVVB) – Aniwa 空港 – Aniwa、バヌアツ共和国
- AWE – Alowe 空港 – Alowe、ガボン共和国
- AWG (KAWG) – ワシントン市営空港 – アイオワ州ワシントン、アメリカ合衆国
- AWH – Awareh 空港 – Awareh、エチオピア連邦民主共和国
- AWI (PAWI) – ウェインライト空港 – アラスカ州ウェインライト、アメリカ合衆国
- AWK (PWAK) – ウェーク島飛行場 – ウェーク島、アメリカ合衆国
- AWM (KAWM) – ウエストメンフィス市営空港 – アーカンソー州ウエストメンフィス、アメリカ合衆国
- AWN – Afton Downs 空港 – Afton Downs、オーストラリア連邦
- AWO (KAWO) – アーリントン市営空港 – ワシントン州アーリントン、アメリカ合衆国
- AWP – Austral Downs 空港 – Austral Downs、オーストラリア連邦
- AWR – Awar 空港 – Awar、パプアニューギニア独立国
- AWZ (OIAW) – アフヴァーズ空港 – アフヴァーズ、イラン・イスラム共和国

### AX
- AXA (KAXA) – アルゴナ市営空港 – アイオワ州アルゴナ、アメリカ合衆国
- AXA (TQPF) – Wallblake 空港 – バレー、アンギラ
- AXC (YAMC) – Aramac 空港 – クイーンズランド州Aramac、オーストラリア連邦
- AXD (LGAL) – Dimokritos 空港 – アレクサンドルポリス、ギリシャ共和国
- AXE – Xanxere 空港 – Xanxere、ブラジル連邦共和国
- AXH (KAXH) – ヒューストン・サウスウエスト空港 – テキサス州ヒューストン、アメリカ合衆国
- AXJ (RJDA) – 天草飛行場（天草空港） – 熊本県、日本
- AXK (OYAT) - Ataq 空港 – Ataq、イエメン共和国
- AXL – Alexandria 空港 – ノーザンテリトリー準州Alexandria、オーストラリア連邦
- AXM (SKAR) – エル・エデン国際空港 – アルメニア、コロンビア共和国
- AXN (KAXN) – Chandler Field – ミネソタ州Alexandria、アメリカ合衆国
- AXP (MYAP) – スプリングポイント空港 – Spring Point、Acklins Island、バハマ国
- AXQ (KAXQ) – クラリオン郡空港 – ペンシルベニア州クラリオン、アメリカ合衆国
- AXR (NTGU) – Arutua 空港 – アルトゥア環礁、フランス領ポリネシア
- AXS (KAXS) – Altus/Quartz Mountain 地域空港 - オクラホマ州アルタス、アメリカ合衆国
- AXT (RJSK) – 秋田空港 – 秋田県、日本
- AXU (HAAX) – アクスム空港（英語版） – アクスム、エチオピア連邦民主共和国
- AXV (KAXV) – ニール・アームストロング空港（英語版） – オハイオ州ワパコネタ、アメリカ合衆国
- AXX (KAXX) – エンジェルファイヤー空港（英語版） – ニューメキシコ州エンジェルファイヤー、アメリカ合衆国

### AY
- AYA – Ayapel 空港 – Ayapel、コロンビア共和国
- AYC – Ayacucho 空港 – Ayacucho、コロンビア共和国
- AYD – Alroy Downs 空港 – Alroy Downs、オーストラリア連邦
- AYG (SKYA) – Yaguara 空港 – Yaguara、コロンビア共和国
- AYH (EGWZ) – RAF Alconbury – Alconbury, イングランド、イギリス
- AYI – Yan 空港 – Yan、コロンビア共和国
- AYK (UAUR) – Arkalyk 空港 – Arkalyk、カザフスタン共和国
- AYL – Anthony Lagoon 空港 – Anthony Lagoon、オーストラリア連邦
- AYN (ZHAY) – Anyang 空港 – 安陽、中華人民共和国
- AYO (SGAY) – Juan De Ayolas 空港 – Ayolas、パラグアイ共和国
- AYP (SPHO) – Coronel FAP Alfredo Mendivil Duarte 空港 – アヤクーチョ、ペルー共和国
- AYQ (YAYE) – エアーズロック空港 – ノーザンテリトリー準州Yulara、オーストラリア連邦
- AYR (YAYR) – エア空港 – クイーンズランド州エア、オーストラリア連邦
- AYS (KAYS) – Waycross-Ware 郡空港 – ジョージア州ウェークロス、アメリカ合衆国
- AYT (LTAI) – アンタルヤ空港 – アンタルヤ、トルコ共和国
- AYU – Aiyura 空港 – Aiyura、パプアニューギニア独立国
- AYW – Ayawasi 空港 – Ayawasi、インドネシア共和国
- AYX (KAYX) – アーノルド空軍基地 – テネシー州タラホーマ、アメリカ合衆国

### AZ
- AZB - Amazon Bay 空港 – Amazon Bay、パプアニューギニア独立国
- AZC (KAZC) - コロラドシティ町営空港 – アリゾナ州コロラドシティ、アメリカ合衆国
- AZD (OIYY) – シャヒード・サードゥーギー空港 – ヤズド、イラン・イスラム共和国
- AZE (KAZE) – ヘーズルハースト空港 – ジョージア州ヘーズルハースト、アメリカ合衆国
- AZG – アパツィンガン空港 – アパツィンガン、メキシコ合衆国
- AZI (OMAD) – アル・バティーン・エグゼクティブ空港 – アブダビ、アラブ首長国連邦
- AZK (PAZK) – Skelton 空港 – アラスカ州Eureka、アメリカ合衆国
- AZN (UTKA) – アンディジャン空港 – アンディジャン、ウズベキスタン共和国
- AZO (KAZO) – カラマズー・バトルクリーク国際空港 – ミシガン州カラマズー、アメリカ合衆国
- AZP – Atizapan 空港 – メキシコシティ、メキシコ合衆国
- AZR (DAUA) – Touat Cheikh Sidi Mohamed Belkebir 空港 – Adrar、アルジェリア民主人民共和国
- AZT – Zapatoca 空港 – Zapatoca、コロンビア共和国
- AZU (KAZU) – Arrowhead Assault Strip – アーカンソー州Fort Chaffee、アメリカ合衆国
- AZZ (FNAM) – Ambriz 空港 – Ambriz、アンゴラ共和国